# John Broven
John Broven (* 4. November 1942 in Maidstone, Kent, England, Vereinigtes Königreich) ist ein britischer Musikhistoriker, Autor und Produzent, dessen Arbeitsschwerpunkt die Blues- und R&B-Musik in den USA ist.

## Biografie
John Broven wurde am 4. November 1942 in Maidstone, Kent, geboren. Er wuchs in Polegate, Sussex, auf und besuchte die Bexhill Grammar School, wo er sich mit Mike Leadbitter anfreundete. Als Teenager begann er, sich für den Rock ’n’ Roll und R&B zu interessieren, und er fing an Schallplatten zu sammeln. Nach dem Schulabschluss arbeitete er ab 1960 für die Midland Bank, wo er über dreißig Jahre lang bis 1991 in verschiedenen Positionen blieb.
1963 begann Broven, für Leadbitters Magazin Blues Unlimited zu schreiben. Mit Robin Gosden gründete er Flyright Records; wegen seines Bankjobs gab er seine Mitarbeit an dem Label jedoch wieder auf. 1970 reiste Broven zum ersten Mal nach Louisiana. Dort traf er unter anderem die Musiker Professor Longhair und Huey „Piano“ Smith. Sein erstes Buch, Walking to New Orleans (in den USA 1978 als Rhythm and Blues in New Orleans erschienen), wurde 1974 veröffentlicht. 1983 folgte South to Louisiana, 2009 schließlich Record Makers and Breakers.
In den 1970er und 1980er Jahren schrieb Broven viele Liner Notes für Neuauflagen von Blues-Alben. 1985 war er zusammen mit Cilla Huggins und Bez Turner Mitbegründer des Magazins Juke Blues. Von 1991 bis 2006 arbeitete er für das britische Label Ace Records.
Broven hielt außerdem Vorträge und machte Radiosendungen über die Geschichte des R&B.

## Bibliografie
- Rhythm and Blues in New Orleans, Pelican Publishing 1978 (Originalversion veröffentlicht 1974 unter dem Titel Walking to New Orleans)[1]
- South to Louisiana: The Music of the Cajun Bayous, Pelican Publishing, 1983[1]
- Record Makers and Breakers, University of Illinois Press, 2009[1]
- Mit-Herausgeber: New York City Blues: Postwar Portraits from Harlem to the Village and Beyond, University Press of Mississippi, 2021[1]

## Auszeichnungen (Auswahl)
- 1995: Aufnahme in die Louisiana Hall of Fame[1]
- 2004: Juke Blues Magazine in die Blues Hall of Fame aufgenommen[5]
- 2011: Walking to New Orleans in die Blues Hall of Fame aufgenommen[1][3]
- 2014: Teile der Plattensammlung und des Archivs von John Broven werden von der Library of Congress erworben[1][6]
- 2017: Slim Harpo „Legend“ Award[1]